# Trung Makedonía
Trung Makedonía (tiếng Hy Lạp: Κεντρική Μακεδονία, đã Latinh hoá: Kentrikí Makedonía) là một trong 13 vùng hiện tại của Hy Lạp và bao gồm phần trung tâm của khu vực Makedonía, giáp biên giới với các vùng Pelagonia, Vardar, Vùng Đông Nam Macedonia của Cộng hòa Bắc Macedonia và tỉnh Blagoevgrad của Bulgaria. Với dân số trên 1,8 triệu người, đây là vùng đông dân cư thứ hai tại Hy Lạp sau Attica.

## Hành chính
Vùng được thành lập sau cải cách hành chính vào năm 1987. Với kế hoạch Kallikratis vào năm 2010, quyền lực và thẩm quyền của vùng được tổ chức lại và mở rộng. Cùng với Đông Macedonia và Thrace, nó được quản lý bởi Chính quyền Phân quyền của Macedonia và Thrace đặt tại Thessaloniki. Thủ phủ của vùng nằm tại Thessaloniki và vùng được chia thành bảy đơn vị thuộc vùng (trước kế hoạch Kallikratis là các quận), Chalkidiki, Imathia, Kilkis, Pella, Pieria, Serres và Thessaloniki. Chúng được chia tiếp thành 38 khu tự quản.
Mặc dù về mạt địa lý là một phần của Trung Macedonia, núi Athos về mặt hành chính lại là một nhà nước tự trị thuộc chủ quyền Hy Lạp.

## Đô thị chính
- Edessa
- Katerini
- Kilkis
- Polygyros
- Serres
- Thessaloniki
- Veria